# Ironheart (Marvel)
Ironheart is een personage uit de comics van Marvel Comics, bedacht door schrijver Brian Michael Bendis en tekenaar Mike Deodato. Haar echte naam is Riri Williams en ze verscheen voor het eerst in het zevende nummer van volume 2 van Invincible Iron Man (mei 2016).
Ironheart is een vrouw die net als Iron Man een volop bewapend metalen pak (pantser) bezit waarmee ze kan vliegen en dat haar enorm snel en krachtig maakt. Ze is extreem intelligent en kan vrijwel alles wat ze bedenkt ontwerpen en bouwen. 

## Biografie
Riri Williams is van origine een geniale vijftienjarige student aan het Massachusetts Institute of Technology (MIT) met een enorme interesse in technologie. Ze raakt geïnspireerd door Iron Man en bouwt haar eigen pak om in zijn voetsporen te kunnen treden als held en misdaadbestrijder. Williams is een einzelgänger die al sinds haar kleutertijd vrijwel al haar tijd besteedt aan het uitvinden en bouwen van machines en robotica. Voor het bouwen van het eerste Ironheart-pantser gebruikt ze materialen die ze wegneemt op het MIT. Nadat Williams haar eerste treden zet in de wereld van de misdaadbestrijding, zoekt Tony Stark haar op en wordt hij haar mentor.

## In andere media

### Marvel Cinematic Universe
Ironheart verschijnt sinds 2022 in het Marvel Cinematic Universe (als Riri Williams). Hierin wordt ze gespeeld door Dominique Thorne. Ironheart is onder andere te zien in de volgende film en series:
- Black Panther: Wakanda Forever (2022)
- What If...? (2024) (stem) (Disney+)
- Ironheart (2025) (Disney+)

### Animatiefilms
Ironheart verschijnt in Marvel Rising (aflevering 2: Heart of Iron en aflevering 3: Battle of the Bands), Spider-Man (als stagiaire bij de Avengers) en Marvel Super Hero Adventures.

### Videospellen
Ironheart is een personage in de computerspellen Marvel Puzzle Quest (speelbaar), Marvel: Future Fight (speelbaar), Marvel Avengers Academy, Lego Marvel Super Heroes 2 (speelbaar), Marvel Strike Force (speelbaar) en Marvel Snap.